# デイジー・ベル

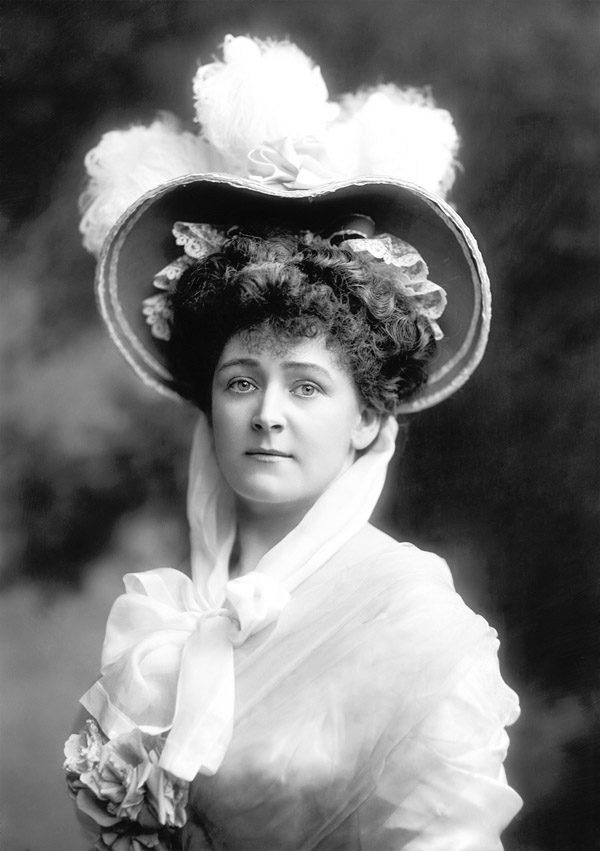
デイジーのモデルと言われるデイジー・グレヴィル（1899年）

「デイジー・ベル」（Daisy Bell）は、1892年にイギリスのシンガーソングライターのハリー・ダクレが作詞・作曲した、ポピュラーソングのスタンダードな1曲である。「二人乗りの自転車」（（a） Bicycle Built for Two）の副題があるほか、歌詞の一部から、「デイジー・デイジー」（Daisy, Daisy）の名でも知られる。
デイジーとはすべて小文字（daisy）ならヒナギクのことであるが、歌詞中では語頭が大文字（Daisy）なので人名（女性名）である。エドワード7世の妾の1人ウォリック伯爵夫人デイジー・グレヴィルがモデルとも言われる。
この曲は、世界で初めてコンピュータが歌った歌として知られる。1961年にIBM 704による音声合成によって歌われた。これが、1968年の映画『2001年宇宙の旅』の終盤の展開の元ネタとなっている。
ダクレは1922年に死去しているため、メキシコなどごく一部の国を除き著作権は消滅し、パブリックドメインである。

## 歴史
この曲は、1892年にハリー・ダクレによって作られた。ダヴィッド・ユエンが『アメリカン・ポピュラー・ソングス』の中で次のように書いている。
イギリスのポピュラーソングの作曲家であるダクレが初めて渡米したとき、彼は自転車を持参したが、これには関税がかけられた。彼の友人のウィリアム・ジェロームは、それに対して「二人乗りの自転車（bicycle built for two）を持って来なくて良かったな。関税が2倍になるところだった」と言った。ダクレは「二人乗りの自転車」というフレーズを気に入り、すぐさま、このフレーズを使ってこの曲を作った。この曲「デイジー・ベル」は、ロンドンのミュージックホールでケイティー・ローレンスの歌唱により初めて成功を収めた。アメリカでの初演はトニー・パストールによる。1892年初頭にバワリーのアトランティック・ガーデンでジェニー・リンゼイがこの歌を歌って大喝采を受けたことで、アメリカでも人気となった。
レコードでの初出は、1893年のダン・W・クインの録音によるものである。

## コンピュータによる歌唱

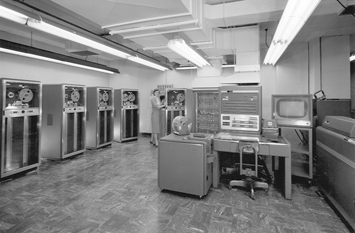
IBM 704

デイジー・ベルは、世界で初めてコンピュータが歌った歌として知られる。1961年、ベル研究所のIBM 704が歌った。音声合成の主プログラムはジョン・ケリーとキャロル・ロックボーム（Carol Lockbaum）が、伴奏はマックス・マシューズがプログラミングした。それを録音したものは、全米録音資料登録簿に登録されている。
SF作家のアーサー・C・クラークは、1962年にベル研究所を訪れた際にIBM 704による歌唱のデモを見学している。1968年のSF映画・小説『2001年宇宙の旅』では、分解され機能を喪失しつつあるコンピュータHAL 9000が「デイジー・ベル」の一部を歌うシーンがあり、そこではIBM 704についても言及がされている。映画での実際の歌声は、HAL9000役の声優ダグラス・レインのものである。
その他にも、「コンピュータによる歌唱」にこの曲が使われた例は多い。
- 1985年、クリストファー・C・ケイポンが、フロッピーディスクドライブコモドール1541（英語版）の読み書きヘッドの動作音で音楽を奏でるコモドール64用プログラムを作成し、デモとして「デイジー・ベル」を演奏した[7]。
- 1999年にリリースされたデスクトップバーチャルアシスタントソフト「BonziBuddy」は、ユーザから歌うように要求されると「デイジー・ベル」を歌った。このソフトのキャラクターは、リリース当初は緑のオウムだったが、後に紫のゴリラになった[8]。
- AppleがiPhone 4Sに搭載した、iOS向け秘書機能アプリケーションソフトウェアであるSiriにて、ユーザーが「歌って」とリクエストすると、Siriがデイジー・ベルの一節を口ずさんで返答する。また、マイクロソフトのAIアシスタント「Cortana」にも同様の機能がある[9][10]。
- ヤマハが2000年に開始したVOCALOID開発プロジェクトは、この曲から名前を取ったDAISYプロジェクトと呼ばれていた。

## 歌詞
歌詞にはいくつかのバージョンがあるようだが、以下はNIHのページによる。
| There is a flower Within my heart, Daisy, Daisy! Planted one day By a glancing dart, Planted by Daisy Bell! Whether she loves me Or loves me not, Sometimes it's hard to tell; Yet I am longing to share the lot – Of beautiful Daisy Bell! Daisy, Daisy, Give me your answer do! I'm half crazy, All for the love of you! It won't be a stylish marriage, I can't afford a carriage But you'll look sweet upon the seat Of a bicycle made for two. | We will go tandem As man and wife, Daisy, Daisy! Peddling away Down the road of life, I and my Daisy Bell! When the road's dark We can both despise Policemen and lamps as well; There are bright lights In the dazzling eyes Of beautiful Daisy Bell! Daisy, Daisy, Give me your answer do! I'm half crazy, All for the love of you! It won't be a stylish marriage, I can't afford a carriage But you’ll look sweet upon the seat Of a bicycle made for two. | I will stand by you In weal or woe, [“weal”は幸福 の意味] Daisy, Daisy! You'll be the bell（e） Which I'll ring you know! Sweet little Daisy Bell! You’ll take the lead In each trip we take, Then if I don't do well, I will permit you to Use the brake, My beautiful Daisy Bell! |